# Abigél Joó
Abigél Joó (Budapest, 6 de agosto de 1990) es una deportista húngara que compite en judo. Ganó cinco medallas en el Campeonato Europeo de Judo entre los años 2010 y 2017.

## Palmarés internacional
| Campeonato Europeo | Campeonato Europeo    | Campeonato Europeo | Campeonato Europeo |
| Año                | Lugar                 | Medalla            | Categoría          |
| ------------------ | --------------------- | ------------------ | ------------------ |
| 2010               | Viena (Austria)       | Medalla de oro     | –78 kg             |
| 2012               | Cheliábinsk (Rusia)   | Medalla de oro     | –78 kg             |
| 2013               | Budapest (Hungría)    | Medalla de bronce  | –78 kg             |
| 2014               | Montpellier (Francia) | Medalla de bronce  | –78 kg             |
| 2017               | Varsovia (Polonia)    | Medalla de bronce  | –78 kg             |